# Brillantezza
La brillantezza (anche lucidità o lucentezza) di un materiale definisce se la superficie finale sia opaca oppure lucida.
L'unità di misura è un indice definito Gloss Units (abbreviato GU), o semplicemente Gloss che va da 0 a 100%. Lo strumento di misurazione è il riflettometro o glossmetro, che misura la riflessione speculare, ossia l'intensità della luce riflessa, entro un'area di dimensioni ridotte, sull'angolo di riflessione. Maggiori particolari sulla misurazione della brillantezza sono contenute nella norma ISO 2813.